# American Airlines-vlucht 1420
American Airlines-vlucht 1420 was een vliegtuigvlucht van Dallas-Fort Worth International Airport naar Little Rock National Airport in de Verenigde Staten. Op 1 juni 1999 raakte een McDonnell Douglas MD-82 van de landingsbaan tijdens de landing, en verongelukte.

## Ongeluk
Volgens rapporten van de NTSB's kreeg de crew te horen dat de wind van richting veranderde en dat er een windshearalarm was afgegeven op het vliegveld. De oorzaak van de windshear was een onweersbui vlakbij. De crew zou eigenlijk moeten landen op landingsbaan 22L, maar verzocht om te mogen landen op landingsbaan 4R.
Terwijl het vliegtuig de landingsbaan naderde, barstte er een zwaar onweer los op het vliegveld. De wind bereikte een snelheid van 28 knopen uit noordwestelijke richting (330 graden). Tijdens de landing (met hoge snelheid) waren de piloten vergeten de spoilers en de Autobrakes (systeem dat het vliegtuig automatisch laat afremmen na de landing) te activeren. Het vliegtuig schoot van de landingsbaan af op hoge snelheid en botste tegen een lichtbaken, waarna het vliegtuig op de oever van de Arkansas tot stilstand kwam. Normaal zijn de lichtbakens flexibel en buigen makkelijk mee als er iets tegen op botst, maar de lichtbakens op de onstabiele rivierkade waren extra stevig vastgezet. De botsing verwoestte het vliegtuig, dat in drie stukken brak en in brand vloog.
De gezagvoerder kwam om bij de botsing, samen met 10 van de 139 passagiers. Van de overlevenden raakten 110 mensen gewond, waarvan 45 zwaar.
Het verhaal van de crash werd gebruikt voor de aflevering "Racing the Storm" (seizoen 1, aflevering 2) van National Geographic Channels Air Crash Investigation.